# 伊戈尔·普列斯尼亚科夫
伊戈尔·维塔利耶维奇·普列斯尼亚科夫（俄語：Игорь Витальевич Пресняков，1960年5月8日—），俄罗斯音乐家、吉他演奏家。2007年，其演奏视频上传于YouTube网站，很快就得到了超过了125万的浏览量和超过25万5千用户的订阅。伊戈尔·普列斯尼亚科夫因其精湛的演奏水準，以及独特的表演风格渐为大家所熟知。

## 简介
伊戈尔·普列斯尼亚科夫出生于莫斯科，曾攻读于音乐学院主修古典音乐，吉他演奏和乐队指挥，毕业后曾前往荷兰发展事业。其独特的吉他演奏风格受到雷鬼、摇滚、节奏布鲁斯、乡村音乐、爵士、重金属等多种音乐风格的影响。最引人注目的是他的创作能力和只有他掌握的独特的“beating”吉他演奏技法，伊戈尔甚至可以依靠自己的单独演奏，诠释和融合不同音乐风格和音乐家的作品。伊戈尔·普列斯尼亚科夫同时是Takamine和Fender的品牌代言人。

## 专辑
- Iggyfied (TBA)

### 2010年
- Chunky Strings

### 2011年
- Acoustic Pop Ballads
- Acoustic Rock Ballads Covers

## 资料来源
1. ↑  伊戈尔·普列斯尼亚科夫的官方网站(英语) http://www.igorpresnyakov.com （页面存档备份，存于）